# Alexandru Gafton
Alexandru Gafton (n. 17 iulie 1966, Cavnic, Maramureș) este un lingvist și filolog român.

## Date generale
Elev al Profesorului Vasile Arvinte.
Licențiat in filologie (Iași, 1994).
În anul 1995 devine preparator la Catedra de limbă română și lingvistică generală a Facultății de Litere - Universitatea „Alexandru Ioan Cuza” din Iași.
Bursier al Universității Konstanz (Germania, 1998).
În anul 2000 obține titlul de doctor în filologie, elaborînd o teză de istorie a limbii române vechi, sub îndrumarea prof. dr. Vasile Arvinte.
Din anul 2005 este profesor universitar la Universitatea „Alexandru Ioan Cuza”, din Iași.
Din anul 2008 este conducător de doctorat.
Profesor invitat la Universitatea Zürich (Elveția, IX.2011-II.2012).
Inițiator și organizator - împreună cu lect. dr. Sorin Guia și lect. dr. Ioan Milică - al Conferinței Naționale "Text și discurs religios", (Ediția I-a în 2008), editor - împreună cu aceiași - al revistei Conferinței, și membru fondator al Asociației Culturale "Text și discurs religios".
Fondator și editor-șef al revistei de lingvistică diacronică Diacronia.

## Activitatea științifică
Este preocupat de cercetarea științifică în domeniul lingvisticii diacronice (fonetică și fonologie istorică, etimologie, formarea limbii literare, dinamica limbii), domeniu în care a elaborat peste 30 de studii și recenzii, fiind autor al mai multor volume:
- Hipercorectitudinea. Abordarea fonetico-fonologică din perspectiva diacronică și cu aplicare la palatalizarea labialelor și la velarizare Arhivat în 28 ianuarie 2022, la Wayback Machine., Editura Universității „Alexandru Ioan Cuza”, Iași, 2000
- Elemente de istorie a limbii române Arhivat în 26 ianuarie 2022, la Wayback Machine., Editura Restitutio, Iași, 2001
- Evoluția limbii române prin traduceri biblice din secolul al XVI–lea. Studiu lingvistic asupra Codicelui Bratul în comparație cu Codicele Voronețean, Praxiul Coresian și Apostolul Iorga, Editura Universității „Alexandru Ioan Cuza”, Iași, 2001
- Introducere în paleografia româno-chirilică Arhivat în 24 octombrie 2021, la Wayback Machine., Editura Universității „Alexandru Ioan Cuza”, Iași, 2001
- După Luther. Edificarea normei literare românești prin traduceri biblice[nefuncțională – arhivă]
, Editura Universității „Alexandru Ioan Cuza”, Iași, 2005
- De la traducere la norma literară Arhivat în 24 ianuarie 2022, la Wayback Machine., Editura Universității „Alexandru Ioan Cuza”, Iași, 2012
- Hipercorectitudinea. Reacții la palatalizarea labialelor și la velarizare (ediție revăzută) Arhivat în 8 decembrie 2021, la Wayback Machine., Editura Universității de Vest, Timișoara, 2019

În scrierile sale, cercetarea limbii, sub aspect istoric, este completată prin considerații consistente din perspectiva antropologiei culturale, precum și prin inserții ale perspectivei filosofice asupra evoluției limbii și a societății. Lucrările sale tind spre exhaustivitate.
Traducător de lucrări științifice din limbile franceză și engleză (unele în coautorat):
- Creștinismul antic Arhivat în 27 octombrie 2021, la Wayback Machine., Casa Editorială Demiurg, Iași, 2011 (Charles Guignebert, Le Christianisme antique, Flammarion, Paris, 1921)
- Schiță pentru o istorie a limbii latine Arhivat în 2 decembrie 2021, la Wayback Machine., Editura Universității „Alexandru Ioan Cuza”, Iași, 2014 (Antoine Meillet, Esquisse d'une histoire de la langue latine, Hachette, Paris, 1928) (co-traducător Iulian Popescu)
- Lingvistică romanică Arhivat în 8 decembrie 2021, la Wayback Machine., Editura Universității „Alexandru Ioan Cuza”, Iași, 2014 (Martin Dietrich Glessgen, Linguistique romane, Armand Colin, Paris, 2012)
- De la greci la Darwin Arhivat în 7 decembrie 2021, la Wayback Machine., Casa Editorială Demiurg, Iași, 2014 (Henry Fairfield Osborn, From Greeks to Darwin, MacMillan, London, 1913) (co-traducător Adina Chirilă)
- Darwin și științele umaniste Arhivat în 6 decembrie 2021, la Wayback Machine., Casa Editorială Demiurg, Iași, 2014 (James Mark Baldwin, Darwin and the humanities, Review Publishing co, Baltimore, 1909) (co-traducător Adina Chirilă)
- Viața cuvintelor studiată în semnificațiile lor Arhivat în 27 octombrie 2021, la Wayback Machine., Editura Universității „Alexandru Ioan Cuza”, Iași, 2015 (Arsène Darmesteter, La vie des mots etudiée dans leurs significations, Paris, 1895)
- Filozofia limbii Arhivat în 14 august 2022, la Wayback Machine., Editura Universității Alexandru Ioan Cuza, Iași, 2015 (Albert Dauzat, La philosophie du langage, Ernest Flammarion, 1932) (co-traducător Magda Jeanreanud)
- Teoriile evoluției Arhivat în 1 iulie 2022, la Wayback Machine., Casa Editorială Demiurg, Iași, 2016 (Yves Delage și Marie Goldsmith, Les theories de l’evolution, Flammarion, Paris, 1920) (co-traducător Nicoleta Dănilă)
- Darwinismul astăzi Arhivat în 3 decembrie 2021, la Wayback Machine., Casa Editorială Demiurg, Iași, 2017 (Vernon Lyman Kellogg, Darwinism to-day, London, New York, 1907) (co-traducător Adina Chirilă)
- Către originile limbajului. O istorie naturală a vorbirii Arhivat în 29 noiembrie 2021, la Wayback Machine., Editura Universității Alexandru Ioan Cuza, Iași, 2017 (Jean-Louis Dessalles, Aux origines du langage. Une histoire naturelle de la parole, Hermes, Paris, 2000)
- Sacrificiul. Eseu diacronic Arhivat în 30 iunie 2022, la Wayback Machine., Casa Editorială Demiurg, Iași, 2018 (Alfred Loisy, Essai historique sur le sacrifice, Naurry, Paris, 1920) (co-traducător Adina Chirilă)
- Patru dimensiuni ale evoluției. Variație genetică, epigenetică, simbolică și comportamentală Arhivat în 26 octombrie 2021, la Wayback Machine., Casa Editorială Demiurg, Iași, 2019 (Eva Jablonka, Marion J. Lamb, Evolution in Four dimensions. Genetic, Epigenetic, Behavioral, and Symbolic Variation in the History of Life, MIT Press, 2005) (co-traducător Adina Chirilă)
- Instruirea imaginației: limba ca o tehnologie socială a comunicării[nefuncțională – arhivă]
, Editura Universitaria, Craiova, 2019 (Daniel Dor, Instruction of Imagination. Language as a social communication technology, Oxford) (co-traducător Vlad Preda)

Ca filolog, a elaborat, singur sau în colaborare, următoarele ediții:
- Biblia 1688 Arhivat în 6 decembrie 2021, la Wayback Machine., Editura Universității „Alexandru Ioan Cuza”, 2 vol., Iași, 2001, 2002 (în colaborare cu V. Arvinte, I. Caproșu, Laura Manea, N.A. Ursu)
- Codicele Bratul, (ediție de text și studiu filologic), Editura Universității „Alexandru Ioan Cuza”, Iași, 2003
- Palia de la Orăștie (1582) I. Textul Arhivat în 25 iunie 2022, la Wayback Machine., II. Studii Arhivat în 13 iunie 2022, la Wayback Machine., Editura Universității „Alexandru Ioan Cuza”, Iași, 2005, 2007 (în colaborare cu V. Arvinte, I. Caproșu, S. Guia)